# Clovia nigerrima
Clovia nigerrima är en insektsart som beskrevs av Jacobi 1921. Clovia nigerrima ingår i släktet Clovia och familjen spottstritar. Inga underarter finns listade i Catalogue of Life.